# تيم بيفان
تيم بيفان (بالإنجليزية: Tim Bevan)‏ هو سائق سباق بريطاني، ولد في 1976، وتوفي في أغسطس 2007.